# كأس لبنان 2006–07
كأس لبنان 2006–07 هي النسخة الرابعة والثلاثين من كأس لبنان، أعلى بطولة كأس كرة قدم للأندية في لبنان منذ إنطلاقها في 1933.
بدأت البطولة في 20 كانون الثاني وإنتهت في 1 تمّوز 2007. تنافس فيها 25 فريقًا بينهم نادي الأنصار بطل نسخة 2005–06، الذي حافظ على اللقب وحققه للمرة الثانية على التوالي والحادية عشر في تاريخه بعد أن فاز على العهد في النهائي بنتيجة 3–1.

## المرحلة الأولى

### الجولة الأولة
| رقم المباراة                      | الفريق المضيف       | النتيجة | الفريق الضيف          |
| --------------------------------- | ------------------- | ------- | --------------------- |
| 1                                 | الأهلي النبطية      | –       | الراسينغ جونية        |
| الراسينغ جونية إنسحب من المباراة  |                     |         |                       |
| 2                                 | الهومنمن بيروت      | –       | التضامن النبطية       |
| التضامن النبطية إنسحب من المباراة |                     |         |                       |
| 3                                 | الراسينغ بيروت      | 0–1     | المودة طرابس          |
| 4                                 | الإرشاد             | 3–1     | المحبة طرابلس         |
| 5                                 | الهومنتمن بيروت     | 2–3     | الإصلاح البرج الشمالي |
| 6                                 | الإخاء الأهلي عاليه | 1–3     | البرج                 |

### الجولة الثانية
| رقم المباراة | الفريق المضيف    | النتيجة | الفريق الضيف          |
| ------------ | ---------------- | ------- | --------------------- |
| 1            | الهومنمن بيروت   | 0–1     | الأهلي النبطية        |
| 2            | الإرشاد          | 3–7     | المودة طرابلس         |
| 3            | الرياضة العباسية | 4–2     | الإصلاح البرج الشمالي |

## المرحلة الثانية

### دور الستة عشر
| رقم المباراة | الفريق المضيف | النتيجة | الفريق الضيف     |
| ------------ | ------------- | ------- | ---------------- |
| 1            | العهد         | 6–1     | الأهلي النبطية   |
| 2            | الأنصار       | 2–0     | التضامن صور      |
| 3            | المبرة        | 1–0     | الصفاء           |
| 4            | النجمة        | 2–0     | طرابلس           |
| 5            | الأهلي صيدا   | 4–0     | البرج            |
| 6            | السلام زغرتا  | 1–2     | الحكمة           |
| 7            | الريان        | 4–0     | الرياضي العباسية |
| 8            | المودة طرابلس | 2–1     | شباب الساحل      |

### ربع النهائي
| رقم المباراة | الفريق المضيف | النتيجة | الفريق الضيف |
| ------------ | ------------- | ------- | ------------ |
| 1            | النجمة        | 0–2     | الأهلي صيدا  |
| 2            | المودة طرابلس | 0–1     | المبرة       |
| 3            | الأنصار       | 6–1     | الريان       |
| 4            | العهد         | 3–2     | الحكمة       |

### نصف النهائي
| رقم المباراة | الفريق المضيف | النتيجة | الفريق الضيف |
| ------------ | ------------- | ------- | ------------ |
| 1            | العهد         | 3–0     | الأهلي صيدا  |
| 2            | الأنصار       | 3–2     | المبرة       |

### النهائي
| رقم المباراة | الفريق المضيف | النتيجة | الفريق الضيف |
| ------------ | ------------- | ------- | ------------ |
| 1            | العهد         | 1–3     | الأنصار      |